# Bossofala
Bossofala est une commune rurale du Mali de l'arrondissement central de Néguéla, dans le cercle de Néguéla et la région de Koulikoro, elle a pour chef-lieu la localité de Néguéla.

## Géographie
| Kassaro | N'Tjiba   | Diédougou |
| Makano  | Bossofala | Dio-Gare  |
| Sobra   | Siby      | Dombila   |

## Villages
La commune s'étend sur 17 localités relevées lors du recensement général de 2009. 
Les villages les plus peuplés sont :
- Néguélabougou (3 432 habitants) ;
- Néguéla (1 488 habitants) ;
- Djinina (1 387 habitants).

En 2023, la loi 2023-007 attribue à la commune 18 villages, fractions ou quartiers  :
- Baga
- Dialacoro
- Koulikoroni
- Katibougou-Nialenko
- Ouébabougou
- Néguébabougou Bossofala
- Marico II
- Banco
- Lemourousan-San
- Néguéla
- Siellé
- Néguélabougou
- Marico I
- Ouoloni
- Djinina
- Saman
- Sicoro-Bassibougou
- N'Kakana

## Politique
| Période | Maire élu          | Parti politique |
| ------- | ------------------ | --------------- |
| 1999    | Moriba Kané        |                 |
| 2004    |                    |                 |
| 2009    | Karamoko Touré     |                 |
| 2016    | Gaoussou Nanakassé |                 |

## Jumelages
Elle est jumelée avec la ville de Gouesnou, une commune du Finistère en Bretagne.